# Eilhard von Domarus
Gunter Walter Eilhard Alfred von Domarus (ur. 12 października 1893, zm. 25 lutego 1958 w Nowym Jorku) – niemiecko-amerykański lekarz psychiatra.

## Życiorys
Syn Oskara von Domarusa i Margarete z domu Wiedemann, miał brata Kurta (1887–). Wnuk Gustava Wiedemanna. Uczęszczał do gimnazjum w Zittau. Kończył studia medyczne na Uniwersytecie w Jenie w 1922. Od 1922 do 1924 pracował w zakładzie psychiatrycznym w Berlinie, między 1924 a 1928 uzupełniał studia we Fryburgu, Lipsku i Monachium. U od 1928 do 1930 był pracownikiem naukowym Fundacji Rockefellera, od 1930 do 1932 wykładał psychiatrię i higienę psychiczną na Uniwersytecie Yale. Następnie pracował w Worcester State Hospital w Orangeburgu, Weston State Hospital  w Weston i w Norwich State Hospital w Norwich. Był superwizorem w Postgrauate Center for Psychotherapy w Nowym Jorku. Należał do Amerykańskiego Towarzystwa Psychiatrycznego, New York Academy of Sciences i American Association for the Advancement of Psychotherapy.
Domarus jako pierwszy nazwał zaburzenia logiki myślenia pacjentów ze schizofrenią myśleniem paralogicznym (1944). Wysunął hipotezę, że charakterystycznym błędem logicznym spotykanym w wypowiedziach chorych na schizofrenię jest nadmierna generalizacja (tzw. błąd niepodzielonego środka, łac. non distributio medii): jeśli wszystkie C są A, i wszystkie D są A, to wszystkie C są D (tzw. zasada von Domarusa, von Domarus principle).

## Wybrane prace
- H. Kuhlenbeck, E. v. Domarus. Zur Ontogenese des menschlichen Grosshirns. „Anatomischer Anzeiger”. 53, s. 316–320, 1920.
- Dyspraxie bei seniler Demenz. „Zeitschrift für die gesamte Neurologie und Psychiatrie”. 84 (1), s. 522–539, 1923. DOI: 10.1007/BF02896061.
- Analyse eines Falles von Dyspraxie bei seniler Demenz. Jena, 1923
- Prälogisches Denken in der Schizophrenie. „Zeitschrift für die gesamte Neurologie und Psychiatrie”. 87 (1), s. 84-93, 1923. DOI: 10.1007/BF02878804.
- Beispiele paralogischen Denkens in der Schizophrenie. „Zeitschrift für die gesamte Neurologie und Psychiatrie”. 90 (1), s. 620–627, 1924. DOI: 10.1007/BF02901334.
- Zur Entstehung und Psychologie der Sprache. „Annalen der Philosophie und philosophischen Kritik”. 4 (3), s. 131–142, 1924. DOI: 10.1007/BF02885121.
- Ueber die Beziehung des normalen zum schizophrenen Denken. „Archiv für Psychiatrie und Nervenkrankheiten”. 74, s. 641-646, 1925. DOI: 10.1007/BF01814206.
- Halluzinatorisch-paranoide Bilder bei Metencephalitis'. „Archiv für Psychiatrie und Nervenkrankheiten”. 78 (1), s. 58–63, 1926. DOI: 10.1007/BF01996613.
- Zur Theorie des schizophrenen Denkens. „Zeitschrift für die gesamte Neurologie und Psychiatrie”. 108 (1), s. 703–714, 1927. DOI: 10.1007/BF02863991.
- Zur Charakteristik des schwachsinnigen Denkens. „Zeitschrift für die gesamte Neurologie und Psychiatrie”. 111 (1), s. 511–514, 1927. DOI: 10.1007/BF02885249.
- Ueber die Halluzinationen der Schizophrenen. „Zeitschrift für die gesamte Neurologie und Psychiatrie”. 112 (1), s. 636–638, 1928. DOI: 10.1007/BF02863915.
- Das Denken und seine krankhaften Störungen. Kabitzsch, 1929 (Würzburger Abhandlungen aus dem Gesamtgebiet der Medizin. Neue Folge 5 (8), s. 369–465, 1929)
- The Logical Structure of Mind. New Haven: Yale Univ. Press, 1934
- The Specific Laws of Logic in Schizophrenia. W: Language and Thought in Schizophrenia. Collected Papers Presented at the Meeting of the American Psychiatric Association, May 12, 1939, Chicago, Illinois, and Brought up to Date. Jacob S. Kasanin (ed.). Berkeley-Los Angeles: University of California Press, 1944, s. 104–113.
- Anthropology and Psychotherapy. „American Journal of Psychotherapy”. 2 (4), s. 603–614, 1948. DOI: 10.1176/appi.psychotherapy.1948.2.4.603.
- Psychiatry and Religion W: Silvano Arieti (ed.): American Handbook of Psychiatry. Vol. 1. The Foundations of Psychiatry. New York: Basic Books Publ., 1974 s. 1015–1023